# Technische Universität Istanbul

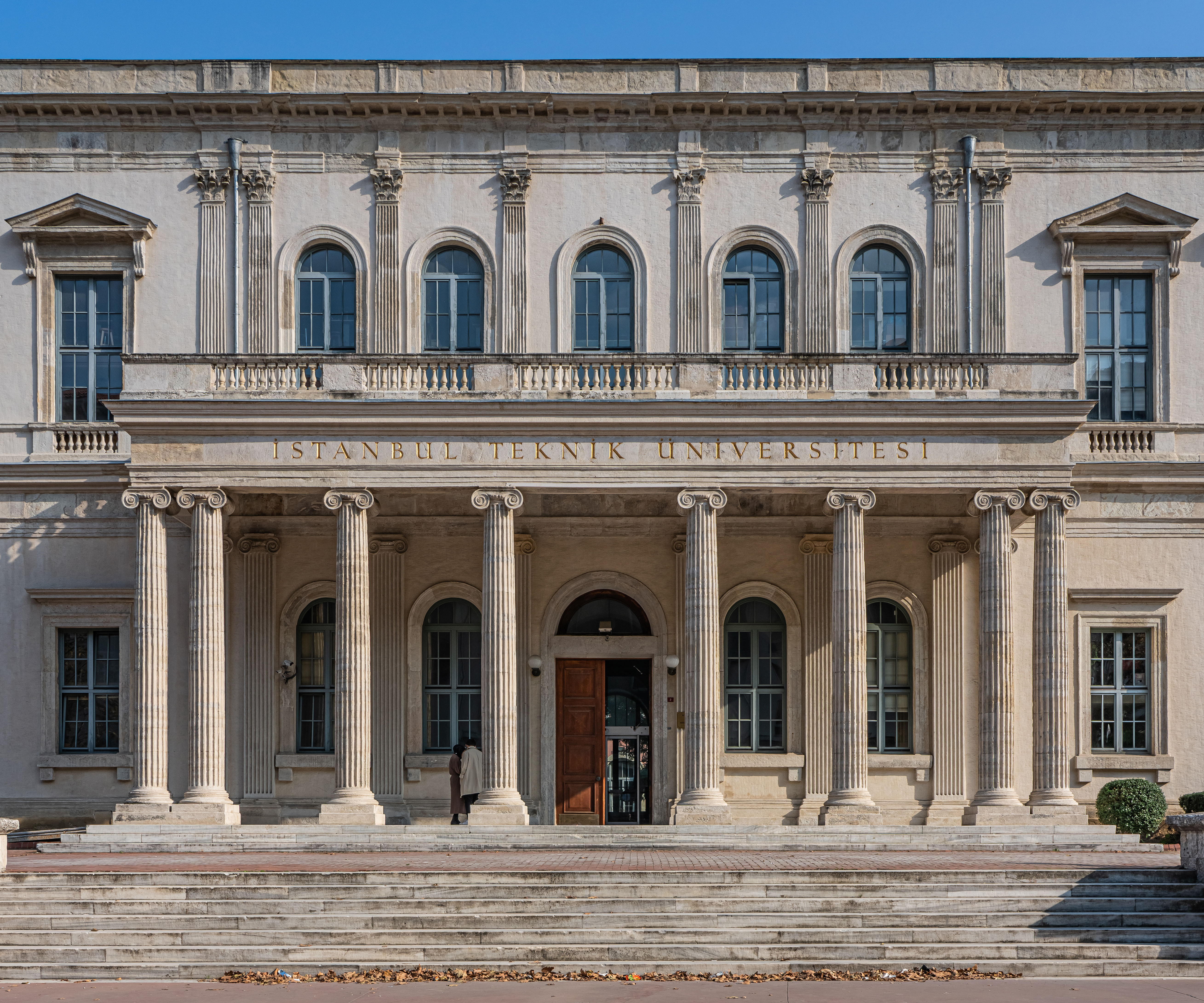
Hauptgebäude

Die Technische Universität Istanbul (türkisch: İstanbul Teknik Üniversitesi), gemeinhin İTÜ oder Technische Universität genannt, ist eine technisch orientierte Universität in Istanbul.
Sie ist die weltweit drittälteste Technische Universität und eine der bekanntesten Bildungseinrichtungen in der Türkei. İTÜ erhielt im QS World University Rankings im Jahr 2009 den 108. Rang weltweit und 1. türkeiweit in den Bereichen Ingenieurwesen / Technik. Viele Absolventen der  haben Stipendien und Auszeichnungen der TÜBITAK erhalten. Zahlreiche Absolventen sind zudem Mitglieder der Akademie der Wissenschaften in den USA, Großbritannien und Russland. Die Universität verfügt über 39 Bachelor-, 144 Graduiertenkollegs, 13 Fachbereiche, 346 Labors und 12 Forschungszentren. Das Verhältnis von Studenten zu Professoren an der İTÜ beträgt 12:1.

## Geschichte
Die Gründung erfolgte 1773, während der Herrschaft Sultan Mustafa III., als „Mühendishane-i Bahr-i Hümayun“ (Ingenieurschule der osmanischen Marine) zur Ausbildung von Fachleuten für Schiffbau sowie für Kartographie im Osmanischen Reich.

## Internationale Perspektive
|                                                                              | 2014 | 2009 | 2008 | 2007 |
| ---------------------------------------------------------------------------- | ---- | ---- | ---- | ---- |
| THE–QS World University Rankings Engineering/Technology                      |      | 108  | 133  | 157  |
| THE–QS World University Rankings Natural Sciences                            |      | 221  | 257  | 393  |
| Global University Ranking                                                    |      | 339  |      |      |
| Times Higher Education World University Rankings, BRICS & Emerging Economies | 7    |      |      |      |
| Times Higher Education World University Rankings, Asia Rankings              | 24   |      |      |      |

26 ingenieurwissenschaftliche Abteilungen der İTÜ werden durch ABET (Accreditation Board for Engineering and Technology) akkreditiert. Die Fakultät für Architektur wird durch NAAB (National Architectural Accrediting Board) akkreditiert und die Maritime Fakultät wird durch IMO akkreditiert. Eine Mindestpunktzahl von 213 aus TOEFL CBT, oder eine erfolgreich bestandene Prüfung der Englischkenntnisse ist eine der Voraussetzungen für die Immatrikulation zu Bachelor, Master oder Doktoratsveranstaltungen an der İTÜ. Nach QS World University Rankings gehört die Technische Universität Istanbul zu den 200 besten Universitäten der Welt im Bereich Technologie und Engineering und ist die Top-Universität in der Türkei.

## Bekannte Mitglieder des Lehrkörpers
- Karl von Terzaghi, österreichischer Bodenmechaniker

## Bekannte Absolventen
- Ahmet Ali Ağaoğlu (* 1957), Sportfunktionär
- Oğuz Atay (1934–1977), Schriftsteller
- Aykut Barka (1951–2002), Geowissenschaftler
- Süleyman Demirel (1924–2015), 9. Staatspräsident der Türkei
- Necmettin Erbakan (1926–2011), ehemaliger Ministerpräsident der Türkei
- Yılmaz Erdoğan (* 1967), Schauspieler und Autor
- Mustafa Inan (1911–1967), Bauingenieurwissenschaftler
- Volkan Konak (1967–2025), Sänger
- Temel Kotil (* 1959), CEO, Turkish Airlines
- Turgut Özal (1927–1993), Staats- und Ministerpräsident der Türkei
- Neşe Yılmaz, Künstlername „Zara“ (* 1976), Sängerin

## Trivia
Die Basketballmannschaft der Universität, ITÜ Spor, spielt in der türkischen Basketball-Liga Division II.